# Kelumpang Jaya
Kelumpang Jaya is een bestuurslaag in het regentschap Musi Rawas van de provincie Zuid-Sumatra, Indonesië. Kelumpang Jaya telt 1380 inwoners (volkstelling 2010).